# 台灣論壇
台灣論壇（縮寫：TWBBS，簡稱台論，2004年3月16日～2012年11月30日），是台灣一個BBS型式的網路論壇，早期主要以大眾話題為主，有一百多萬的註冊會員。已正式結束營運。

## 歷史事件

### 侵權事件及十月十九日事件
2005年9月下旬，中華民國電影及錄影著作保護基金會向警方刑事局舉報該論壇有部分會員提供多部該年暑期國外最新電影的BT種子收集並發佈（在該站「電影世界」「音樂盒子」及「BT下載站」內），供網友下載；士林地檢署指揮偵辦後，於同年12月18日在內湖港墘路某網路公司扣查主機伺服器，並臺北縣三重市湯城將管理員陳奕琪扣查。該論壇隨即關閉，翌年初警方把扣查的硬碟部分資料、會員資料與版面文章發還，論壇得以順利重開。

### 《我猜》節目內容爭議事件
2007年9月1日，《我猜我猜我猜猜猜》節目將《涼宮春日》系列小說誤解讀為色情小說，我愛黑澀會成員之一「祐祐」更對宅男有「不應該活在世上」、「電車上的變態」等語。此一事件引發台灣論壇ACG相關版面網友強烈不滿，紛紛至「我愛黑澀會」版面指責此一事件。對此，該版面版務人員以「藝人的事是藝人，我們只是個版，在這裡轟也轟不出個所以然來，而且很亂。為由，禁止此類型文。」理由禁止此類文章發表，而該論壇「贛林八卦」版面亦隨後跟進。爾後各大動漫版面也立下相關規定禁止衝突發生，該站「贛林八卦」版面更禁止討論與御宅族相關的話題。整起事件於ACG正名活動至中視靜坐抗議落幕。

### 抄襲事件
2008年2月20日，蘋果日報以頭版報道網路作家九把刀作品《語言》疑似遭2007年台北文學獎得主陳漢寧抄襲事件，陳生並於2008年2月21日下午5點15分於「閒話家常」版面發表聲明，隨即引起網友的熱烈討論。由於網友對陳生行為的批評文章過多，版務人員將相關討論集中於一文，以免造成可能的洗板。

### 關閉「影視音樂」版塊
- 2012年6月4日，台論管理員接到“MUST中華音樂著作權協會”來函稱：台灣論壇“影視音樂”下版塊中，已違反著作權法相关规定。因此被迫關閉“影視音樂”下所有版塊。

### 停止新會員註冊
2012年7月27日，管理員收到一個會員的檢舉，檢舉內容大致是反應有很多版的版務長時間不上線，版務不作為。同時最近廣告文越來越多，甚至有些還趁管理員不在線時，直接至留言板發佈援交廣告。為保障現有會員，給大家提供一個良好的溝通平臺。當日起台灣論壇停止新會員註冊。
註1：鼓勵會員善用帳號於正當言論、減少帳號遭受濫用
註2：多數空間仍能自由的閱讀與瀏覽
註3：檢舉廣告文及帳號中，暫無開放新帳號註冊時程

### 台灣論壇關站
台灣論壇管理員於2012年9月1日宣佈至2012年10月1日，網站將下架發表文章、回覆文章、發表留言板資訊、發表私信、回覆私信等功能，屆時將無法正常使用這些功能，但仍然保留相簿內圖片和文章的導出功能。在這段時間內，大家仍然可以對台論上的資料進行下載保存，並於2012年11月30日將把伺服器下線並停止功能變數名稱解析，網站將不可訪問，正式關站。
2012年9月29日已將發表文章、回覆文章、發表留言板資訊、發表私信、回覆私信等功能關閉。
此一強制關站行為，加上先前數字公司旗下交友網站「1796」無預期、無補償關閉，引發部分網友對數字公司服務維護和其商譽的質疑，擔心是否其他數字公司相關網站也會受到同樣的待遇。
2012年11月30日台灣論壇正式結束營運。

### 搶救台論
台論管理員宣佈關站當天，版友發起「搶救台論」的臉書活動，和數字科技（股）公司協商希望以集資募款的目的讓論壇得以重新營運，但管理員聲明不接受這樣的方式，且並無打算出售台灣論壇。
|                                 | 親愛的台灣論壇用戶您好： 據悉，網站公佈關站消息以來，有會員打算用募款的形式籌集資金用於收購台灣論壇。針對這種現象，作出以下幾點溫馨提示： 1、數字科技並不打算出售台灣論壇，所以使用募款的形式籌集資金收購台灣論壇這種做法是不成立的； 2、若有用戶向您提出任何集資、捐款等行為，請您不要輕信！台灣論壇不允許也不倡導這種行為； 3、為了保障您的利益，請一切以官方公告為主，不要輕信任何不實的謠言 |
| ——台灣論壇營運團隊 2012年9月5日 | |

## 外部連結
- 台灣論壇（繁體中文）